# Courtney Hurley
Courtney Lyn Hurley (26 września 1990 w Houston) – amerykańska szpadzistka, brązowa medalistka olimpijska i dwukrotna medalistka mistrzostw świata.
W 2006 roku zdobyła złoto w indywidualnej rywalizacji kadetek na mistrzostwach świata juniorów w Taebaek. Na rozgrywanych dwa lata później mistrzostwach świata juniorów w Acireale zdobyła złoto drużynowo. Drużynowo zdobyła także brąz na mistrzostwach świata juniorów w Belfaście w 2009 roku i srebro na mistrzostwach świata juniorów w Baku w 2010 roku.
Na igrzyskach olimpijskich w Londynie w 2012 roku reprezentacja USA w składzie: Maya Lawrence, Courtney Hurley, jej siostra Kelley Hurley i Susie Scanlan zdobyła brązowy medal. Na tej samej imprezie zajęła 17. miejsce indywidualnie. Podczas rozgrywanych cztery lata później igrzysk olimpijskich w Rio de Janeiro zajęła 5. miejsce drużynowo i 23. miejsce indywidualnie. Brała też udział w igrzyskach olimpijskich w Tokio, gdzie zajęła 5. miejsce w zawodach drużynowych i 26. w indywidualnych. 
Podczas mistrzostw świata w Wuxi w 2018 roku wspólnie z Katharine Holmes, Kelley Hurley i Amandą Sirico zwyciężyła w zawodach drużynowych. Wywalczyła tam także brązowy medal w rywalizacji indywidualnej, plasując się za Włoszką Marą Navarrią i Aną Marią Brânzą z Rumunii.
Ponadto zwyciężyła indywidualnie na igrzyskach panamerykańskich w Rio de Janeiro w 2007 roku, a podczas igrzysk panamerykańskich w Guadalajarze cztery lata później zdobyła złoto drużynowo i srebro indywidualnie.
Wielokrotnie zdobywała medale mistrzostw panamerykańskich, w tym złote indywidualnie na MP w Cartagenie (2013) i MP w San José (2014) oraz drużynowo na MP w San Salvador (2009), MP w Reno (2011), MP w Cancún (2012), MP w Cartagenie (2013), MP w San José (2014), MP w Santiago (2015), MP w Montrealu (2017) i MP w Hawanie (2018).